# Li Bai
Li Bai (Soejab (Ak-Besjim), 701 - Dangtu, Ma'anshan, 762) (jiaxiang: Longxi, Chengji 陇西成纪（tegenwoordig Gansu, Qin'an, Dong (Gansu) 甘肃秦安东), vroeger meestal Li Po, maar ook wel Li T'ai Po of Li T'ai Pe genoemd, was een Chinees dichter. Li Bai, bijgenaamd De Onsterfelijke Dichter, wordt vaak samen met Du Fu beschouwd als een van de twee meest eminente dichters uit de literaire geschiedenis van China. Er zijn tot op de huidige dag zo'n 1100 van zijn gedichten bewaard gebleven.
Li Bai leefde en werkte ten tijde van de Tang-dynastie. Voor de Chinese kunsten was deze tijd ondanks veel strijd een ware bloeitijd. 

## Levensloop
Over Li Bai's herkomst en het verloop van zijn leven is altijd veel gespeculeerd. Hij woonde in zijn jeugd in Sichuan, maar sommigen suggereren dat hij van Turkse afkomst was en dus niet als Chinees werd geboren. Verder wil het verhaal dat hij weigerde staatsexamens te doen. De staatsexamens waren een belangrijke sociale schakel; zonder deze was er in China feitelijk geen mogelijkheid om de sociale en culturele ladder te beklimmen. Li Bai zou echter wel vanwege zijn talent aan de keizer zijn voorgesteld en in diens dienst zijn gekomen. Zijn leven was daarom niet altijd even stabiel. Voor bij de keizer in dienst zijnde personen als Li Bai - ook voor verwanten van de keizer - konden gunst en ongenade snel afwisselen, waardoor men van rijkdom naar armoede kon gaan. Juist in de periode waarin Li Bai leefde, was dit vaak het geval.

## Poëzie

Tekst van een van Li Bais gedichten (te lezen van boven naar beneden, van rechts naar links)

Volgens velen is dit in zijn poëzie terug te vinden. Vaak is ze melancholisch, soms filosofisch. Meestal is ze ook geestig en altijd gevat. Er doen verhalen de ronde dat hij alleen (goede) gedichten schreef als hij dronken was. Verder staat Li Bai bekend als een levensgenieter en een natuurliefhebber.

## Voortleven
In China leeft Li Bai in vele vormen en op talrijke plaatsen nog altijd voort. Op plaatsen waar Li Bai ook geweest is of gewoond heeft, zal een Chinese toeristengids nooit nalaten daarop te wijzen. Zijn teksten sieren tal van oude en nieuwe monumenten. Dit alles ondanks het feit dat Li Bai in zijn werk vaak de draak stak met de heersende machthebbers in het algemeen, en met de bijbehorende strenge codes. Hijzelf wordt omschreven als alternatieve en eigenzinnige figuur. Tijdens de Culturele Revolutie van Mao zijn Li Bai en zijn werk zeer geliefd gebleven.
Aan de Chinese kinderen worden zijn gedichten nog altijd onderwezen en er worden tot op de huidige dag nog altijd scholen naar de Onsterfelijke vernoemd. Veel Chinese studenten zetten zich in om het werk van Li Bai in de taal van hun gastland te laten vertalen. Bij de muzikale opfleuring van de overname van Hongkong in 1997 werd de tekst van Li Bais gedicht over vrijheid gebruikt.
In de westerse cultuur is Li Bai minder bekend, al speelt hij hierin toch wel een rol. Zo vertaalden Ezra Pound en Hans Bethge diverse teksten en gedichten van Li Bai. Op de vertaalde teksten van Hans Bethge componeerde Gustav Mahler het bekende werk "Das Lied von der Erde". De Nederlandse dichter Slauerhoff bewerkte ook diverse gedichten. In de Portugese vertaling worden deze vaak nog gezongen. David Hartsema schreef 'de ballade van Li-Po', door Lenny Kuhr op muziek gezet en gezongen op haar eerste LP 'de Troubadour' (1969).
Li Bai is afgebeeld in de Wu Shuang Pu (無雙譜; Table of Peerless Heroes / Boek van de Weergaloze Helden) geschreven door Jin Guliang.

## Vertalingen
De eerste vertalingen in een westerse taal dateren van 1862, toen de Franse markies D'Hervey de Saint-Denys zijn Poésies de l'Epoque des Thang publiceerde.

## Gedicht[2]
Mijzelf Vermakend

Rijstwijn drinkend, ontgaat mij de schemer

Vallende bloesems sieren mijn kleren

Ik sta op, stap op de verdronken maan

Ook vogels zijn ver, mensen zijn minder...
Li Bai